# 望月清賢
望月 清賢（もちづき せいき、1947年（昭和22年）6月30日 - ）は、日本の実業家・石材会社である差出石材の元社長、政治家・前山梨市長（1期）、元山梨県議会議員（4期）、元山梨市議会議員（3期）。山梨市職員採用を巡る不正事件で、有罪が確定している。

## 来歴
山梨県山梨市出身。山梨県立日川高等学校卒業。1974年（昭和49年）、金沢工業大学工学部卒業。父親が経営する差出石材に就職。
1983年（昭和58年）、旧山梨市の市議会議員選挙に初当選。3期務めた。1999年（平成11年）、亡くなった父親の後を継いで差出石材の社長になった。
2002年（平成14年）7月20日に行われた山梨県議会議員補欠選挙に出馬し初当選。県議時代は自民党県連総務会長を務めた。
2013年（平成25年）12月、県議を辞職。
2014年（平成26年）2月2日に行われた山梨市長選挙に自民党県連の推薦を得て出馬。現職の竹越久高を破り初当選した。選挙の結果は以下のとおり。
※当日有権者数：30,257人 最終投票率：66.75%（前回比：pts）
| 候補者名 | 年齢 | 所属党派 | 新旧別 | 得票数   | 得票率 | 推薦・支持         |
| -------- | ---- | -------- | ------ | -------- | ------ | ------------------ |
| 望月清賢 | 66   | 無所属   | 新     | 10,162票 | 50.98% | （推薦）自由民主党 |
| 竹越久高 | 67   | 無所属   | 現     | 9,773票  | 49.02% |                    |

### 不祥事
2017年（平成29年）8月7日、前年に行われた市職員採用試験で知り合いの男性受験者が有利になるよう試験結果を改ざんしたとして、警視庁から虚偽有印公文書作成・同行使の容疑で逮捕された。望月は辞職願を提出し、13日の市議会臨時議会で全会一致で辞職に同意された。さらに8月21日にも受験者側から現金を受け取ったとして収賄容疑で再逮捕され、仲介役の市元収入役ら2人も贈賄容疑で逮捕された。8月28日、虚偽有印公文書作成・同行使罪で東京地検から起訴され、9月11日には逮捕容疑の収賄罪よりもより罪の重い受託収賄罪で追起訴された。12月26日、東京地方裁判所から受託収賄などの罪により「公務の清廉性を汚した」として懲役3年、執行猶予5年、追徴金80万円の有罪判決を言い渡された。

## 人物
望月はかねて職員らに「善行を積め」と訓示した。市政関係者らから「人格者」と評される一方、多額の借金を抱える一面もあった。地元関係者によると「2002年の県議補選の頃から恩師などあちこちに頭を下げて選挙資金を借りまくっていた」という。
市議時代から資金状態は苦しく、自宅や差出石材の甲府支店の土地などは、市や県、財務省などから税金滞納を理由にたびたび差し押さえられた。また望月は「連帯保証人の地位にある」として元妻への貸付金返済を求められており、複数の訴訟を起こされている。
差出石材社長の元妻（2017年2月に離婚）は2015年12月、会社の運転資金を借りていた都内の女性から返済を求める訴訟を東京地裁に起こされ、2016年12月に約4200万円の支払いを命じる判決が出た。また元妻と差出石材に対しては、埼玉や東京の男性5人が2016年、計約2億2000万円の損害賠償を求める訴えを東京地裁に起こすなど、複数の訴訟を起こされている。架空の投資話で知人から現金をだまし取ったとして、警視庁捜査2課は2017年6月6日、詐欺容疑で元妻を逮捕した。詐取金を差出石材や自身の借金返済に充てていたという。地元では「借金ダルマ」という陰口をたたかれていた。6月27日にも詐欺容疑で再逮捕されており、被害総額は3億数千万円に上るとみられている。望月は同日、だまし取った疑いが持たれている現金約1億2700万円について「全く知らなかった」と改めて関与を否定した。また望月は「過去に元妻の借金の保証人になった記憶はある」とした一方、元妻が社長を務める差出石材の資金繰りについては「経営に関与していなかったので、苦しかったかは分からない」と述べた。2018年5月10日、東京地裁は元妻に対し懲役6年の実刑判決を言い渡した。

## 政策
「山梨市をもっとよく！」をキャッチコピーとしており、主要政策は「まちづくりの3本柱」として以下を掲げていた。
- 市街地整備と道路などのインフラ整備に着実に取り組む[19]。
- 商工業、農業、観光等地域産業経済の活性化を図る[19]。
- 子育て環境、学校教育、高齢者福祉をいっそう充実させる[19]。

## 役職歴
- 山梨市長
- 山梨県議会議員
- 山梨市議会議員
- 山梨市監査委員
- 山梨県議会決算特別委員長
- 山梨県議会予算特別委員長
- 山梨県年計画審議会委員
- 山梨県社会福祉協議会副会長
- 山梨県民生委員選考委員長
- 山梨県PTA協議会理事
- 山梨県柔道連盟理事
- 山梨市立八幡小学校PTA会長
- 山梨市消防団八幡分団長
- 北富士演習場対策協議会理事
- 山梨県立日川高等学校 同窓会理事
- 金沢工業大学 同窓会理事
- 自由民主党山梨県連合会総務会長
- 自由民主党山梨支部長